# Boguchany
Boguchany (en ruso: Богучаны) es un pueblo ubicado en el centro-sureste del krai de Krasnoyarsk, Rusia, a la orilla izquierda del río Angará, el principal afluente del Yeniséi. Su población en el año 2010 era de 11 200 habitantes.

## Transporte

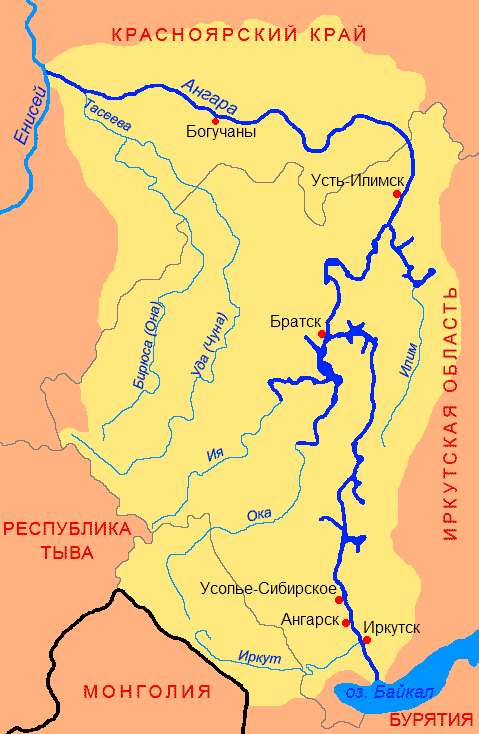
Boguchany (Богучаны) en un mapa del río Angará

Dispone del aeropuerto de Boguchany.

## Clima
Tiene un clima subpolar de inviernos fríos y veranos cálidos. Las precipitaciones son bajas, tan solo entre junio y septiembre hay algunas lluvias.